# EvoBus
EvoBus GmbH – producent autobusów i autokarów, zintegrowany z koncernem Mercedes-Benz Group.
W 1995 roku Mercedes-Benz przejął firmę Setra. 24 lutego 1995 zintegrowano dział produkcji autobusów i autokarów marki Mercedes-Benz z firmą Setra tworząc "EvoBus GmbH". Od 1998 roku działa przedstawicielstwo handlowe "EvoBus Polska Sp. z o.o.". 
Zakłady koncernu znajdują się m.in. w Niemczech (Mercedes-Benz w Mannheim, Setra w Ulm), Francji (Ligny-en-Barrois) i Turcji (Mercedes-Benz Türk w Hoşdere k. Stambułu). Zakład w Hoşdere został uruchomiony 10 czerwca 1995 roku. Miał on początkowo zdolność produkcyjną 2 tys. sztuk rocznie.